# Interstate 275 (Tennessee)
Pour les articles homonymes, voir Interstate 275.
L'Interstate 275 (I-275) est une autoroute du Tennessee qui dessert Knoxville en reliant le centre-ville avec l'I-75 / I-640 / US 25W. Parcourant 2,98 miles (4,80 km), elle débute à l'I-40 au centre-ville et se dirige au nord jusqu'à la jonction avec l'I-75 / I-640 / US 25W.

## Description du tracé

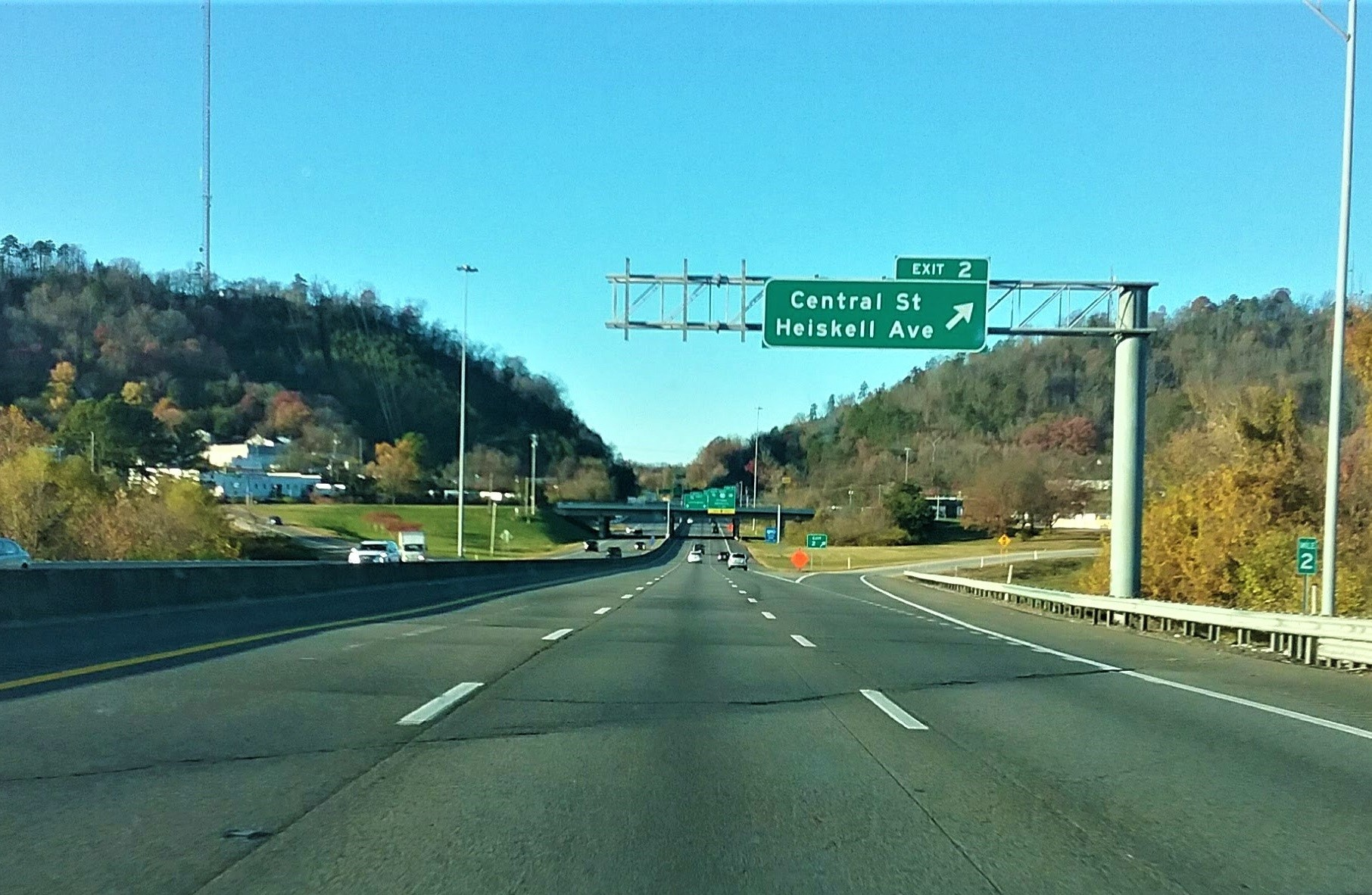
L'I-275 en direction nord à la sortie de Central Street / Heiskell Avenue

L'I-275 débute à un échangeur avec l'I-40 au centre-ville de Knoxville. La US 441 sud (Henley Street), la SR 62 (Western Avenue) et la 11th Street sont également directement accessibles depuis l'I-275 sud à cet échangeur. En direction nord, l'I-275 est directement accessible depuis la US 441 nord et la SR 62. L'autoroute croise ensuite des voies municipales du centre de Knoxville. L'I-275 rejoint son terminus nord avec l'I-75, I-640, and US 25W about 0.75 miles (1.21 km) later. À cet échangeur, la route traverse l'I-640 et continue vers le nord comme I-75.

## Liste des sorties
| Interstate 275 |              |      |      |        |                                                   | |
| Comté          | Municipalité | mi   | km   | Sortie | Intersections / Destinations                      | Notes |
| Knox           | Knoxville    | 0,00 | 0,00 | —      | I-40 ouest vers I-75 sud – Nashville, Chattanooga | Les rampes au-delà de l'échangeur avec l'I-40 en direction sud sont pour Henley Street. (US 441) et Western Avenue / Summit Hill Drive (SR 62); sortie 387A de l'I-40 |
| Knox           | Knoxville    | 0,00 | 0,00 | —      | I-40 est / US 441 sud – Asheville                 | Continue comme Henley Street (US 441) en direction sud; sortie 388 de l'I-40 est; terminus sud                                                                        |
| Knox           | Knoxville    | 0,68 | 1,09 | 1A     | Baxter Avenue                                     | |
| Knox           | Knoxville    | 1,04 | 1,67 | 1B     | West Woodland Avenue, West Oldham Avenue          | |
| Knox           | Knoxville    | 2,23 | 3,59 | 2      | Central Street, Heiskell Avenue                   | |
| Knox           | Knoxville    | 2,97 | 4,78 | 3      | I-75 sud / I-640 / US 25W – Clinton, Asheville    | |
| Knox           | Knoxville    | 3,35 | 5,39 | —      | I-75 nord – Lexington                             | Terminus nord |
|                |              |      |      |        |                                                   | |